# Adam Gregg

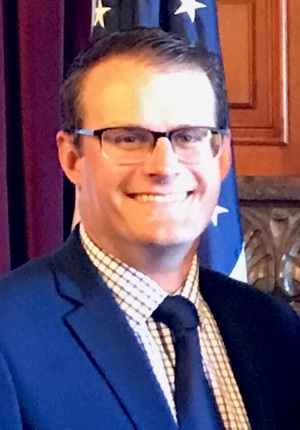
Adam Gregg (2017)

Adam Gregg (* 26. April 1983 in Hawarden, Iowa) ist ein US-amerikanischer Politiker (Republikanische Partei). Er ist seit dem 18. Januar 2019 der 47. Vizegouverneur des Bundesstaates Iowa. Zuvor nahm er bereits seit dem 25. Mai 2017 Aufgaben des Vizegouverneurs wahr, ohne das Amt offiziell innezuhaben. Vom 8. Dezember 2014 bis zum 25. Mai 2017 war Gregg Public Defender von Iowa.

## Leben
Adam Gregg wuchs in Hawarden auf und machte an der West Sioux High School seinen Schulabschluss. 2006 erlangte Gregg den Bachelor of Arts in Geschichte und Politikwissenschaften am Central College. Während seiner Studienzeit spielte er im American-Football-Team der Hochschule. Zwischenzeitlich absolvierte Adam Gregg Praktika beim United States Department of Defence und im Kongress sowie im Parlament des Vereinigten Königreichs. Von 2006 bis 2009 studierte Gregg Rechtswissenschaften an der Law School der Drake University und graduierte als Juris Doctor.
Adam Gregg ist verheiratet, hat einen Sohn und eine Tochter und lebt in Urbandale, einem Vorort von Des Moines. Er ist Mitglied der Methodistischen Kirche.

## Politische Karriere
Nach seinem Studium war Adam Gregg bis 2014 für eine Anwaltskanzlei in Des Moines tätig. Von 2013 bis 2014 war er Berater des damaligen Gouverneurs Iowas, Terry Branstad. Anschließend bewarb Gregg sich für das Amt des Attorney General, bei der Wahl im November 2014 unterlag er jedoch dem demokratischen Amtsinhaber Tom Miller. Am 8. Dezember 2014 wurde Gregg von Gouverneur Branstad zum Public Defender des Bundesstaates Iowa befördert. Nach dem Rücktritt Branstads von seinem Amt im Mai 2017 wurde die damalige Vizegouverneurin Kim Reynolds Oberhaupt der Regierung des Bundesstaates. Da unklar war, inwiefern Reynolds die Befugnisse zur Ernennung eines Vizegouverneurs hat, und um rechtliche Schritte zu verhindern, wurde Adam Gregg nicht zum Vizegouverneur erhoben, stattdessen wurden ihm jedoch alle Befugnisse eines Vizegouverneurs erteilt. Seit Amt als Public Defender legte Gregg nieder, er wurde von Larry Johnson abgelöst.
Bei den Gouverneurswahlen im November 2018 wurde Kim Reynolds mit 50,26 Prozent der Stimmen in ihrem Amt bestätigt und Adam Gregg somit nun offiziell zum Vizegouverneur gewählt. Offiziell trat er das Amt damit zum 18. Januar 2019 an. Er ist somit der erste männliche Vizegouverneurs in Iowa seit dem Ende der Amtszeit von Robert T. Anderson im Jahr 1987.